# Watershed
Watershed is het negende studioalbum van de Zweedse band Opeth.

## Inleiding
Het werd uitgebracht in 2008. Het album is opgenomen in de Fascination Street Studios in Örebro in de winter van 2007. Het album kwam uit in drie versies: een normale cd, een speciale editie in de vorm van een cd/dvd met een film die een blik achter de schermen bood, 3 bonusnummers en heel het album in 5.1 surround mix en een 180 gram dubbel-lp waarop één bonusnummer staat. Hierbij zat ook nog een affiche, uitgebreid artwork en een cd van het album inclusief bonusnummer.
De band kondigde voor de uitgifte aan dat er een wijziging in muziekstijl had plaatsgevonden. Dit kwam mede doordat er twee nieuwe musici te horen zijn: Martin Axenrot (Bloodbath, Witchery) en Fredrik Åkesson (Krux, ex-Arch Enemy). Nadat drummer Martin Lopez wegens gezondheidsproblemen gestopt was, heeft frontman Mikael Åkerfeldt Martin Axenrot, die hij al kende via Bloodbath, aangesteld als nieuwe drummer. Na het toeren voor Ghost Reveries heeft gitarist Peter Lindgren de handdoek in de ring gegooid. Hij en Opeth hebben op vriendschappelijke wijze hun wegen gescheiden en Åkerfeldt rekruteerde Fredrik Åkesson aan als nieuwe gitarist. Er zijn 2 videoclips gemaakt voor de nummers 'Burden' en 'Porcelain Heart'.

## Muziek
Op Watershed zijn de kenmerkende 'growls' slechts in drie nummers (vier als de bonusnummers worden meegeteld) aanwezig. Maar dit neemt niet weg dat Watershed nog steeds een zeer zwaar en donker album is. Typische Opeth-elementen zijn overal terug te vinden, maar ook enkele nieuwigheden. Zo begint het album met een nummer waarin de vriendin van Martin Axenrot een akoestisch duet zingt met Åkerfeldt. Verder zijn er aanvullingen van hobo en veel keyboard. Er zit zelfs een 'funk'-solo in. De nieuwigheden werden echter ingepast in het bekende Opeth-klankidioom. Meningen over de muzikale wijziging waren verdeeld (Progarchives).

## Tracklist
Alle muziek en teksten zijn geschreven door Mikael Åkerfeldt, uitgezonderd waar genoteerd. 
| Nr. | Titel           | Muziek                              | Duur  |
| --- | --------------- | ----------------------------------- | ----- |
| 1.  | Coil            |                                     | 3:11  |
| 2.  | Heir Apparent   |                                     | 8:50  |
| 3.  | The Lotus Eater |                                     | 8:51  |
| 4.  | Burden          |                                     | 7:41  |
| 5.  | Porcelain Heart | Mikael Åkerfeldt & Frederik Åkesson | 8:01  |
| 6.  | Hessian Peel    |                                     | 11:26 |
| 7.  | Hex Omega       |                                     | 7:01  |

| Nr. | Titel          | Muziek                        | Duur |
| --- | -------------- | ----------------------------- | ---- |
| 8.  | Derelict Herds | Mikael Åkerfeldt & Per Wiberg | 6:33 |

| Nr. | Titel              | Tekst             | Muziek                        | Duur |
| --- | ------------------ | ----------------- | ----------------------------- | ---- |
| 1.  | Derelict Herds     |                   | Mikael Åkerfeldt & Per Wiberg | 6:29 |
| 2.  | Bridge Of Sighs    | Robin Trower      | Robin Trower                  | 5:56 |
| 3.  | Den Ständiga Resan | Marie Fredriksson | Marie Fredriksson             | 4:10 |

## Bezetting
- Mikael Åkerfeldt - gitaar, zang, vocalen
- Frederik Åkesson - gitaar
- Martin Axenrot - slagwerk
- Martin Mendez - basgitaar
- Per Wiberg - toetsen